# Фиджи на зимних Олимпийских играх 1988
Фиджи принимали участие в Зимних Олимпийских играх 1988 года в Калгари (Канада) в первый раз за свою историю, но не завоевали ни одной медали. Страну представлял один лыжник.

## Лыжные гонки
Спортсменов - 1
Мужчины
| Спортсмен       | Вид                       | Результат | Место |
| --------------- | ------------------------- | --------- | ----- |
| Русиате Рогоява | 15 км классическим стилем | 1:01.26,3 | 83    |